# Shin Hye-sun
Shin Hye-sun (* 31. August 1989 in Seoul) ist eine südkoreanische Schauspielerin. Bekanntheit erlangte sie vor allem durch Hauptrollen in K-Dramen wie Hymn of Death und Mr. Queen.

## Leben
Shin Hye-sun besuchte die Mittelschule der Konkuk University College of Education und anschließend die National Traditional Arts High School, ehe sie Filmwissenschaft an der Sejong-Universität studierte. Ihr Schauspieldebüt gab Shin Hye-sun 2012 in einer kleinen Nebenrolle in der an einer High School spielenden Jugendserie School 2013, erste Filmrollen sowie größere Serienauftritte folgten ab 2014.
2015 spielte Shin Hye-sun die Rolle der Kang Eun-hee in der Comedy-Serie Oh My Ghost. Von 2016 bis 2017 war sie als Cha Shi-ah in der Nebenbesetzung der Fantasy-Serie Legend of the Blue Sea zu sehen. 2017 folgte eine größere Nebenrolle als Mi-kyung im Thriller A Day. Nach Hauptrollen in den Serien My Golden Life und Still 17 spielte Shin Hye-sun 2018 an der Seite von Lee Jong-suk in der sechsteiligen Miniserie Hymn of Death, die international durch Netflix veröffentlicht wurde. In weiteren Hauptrollen war sie anschließend unter anderem in der Serie Angel’s Last Mission: Love sowie dem Kriminaldrama Innocence zu sehen.
Von 2020 bis 2021 verkörperte Shin Hye-sun die Hauptrolle der Königin Cheorin in der Historienserie Mr. Queen, die im Zeitalter des Königreichs Joseon spielt.

## Auszeichnungen (Auswahl)
- 2016: Preis des Scene Stealer Festival in der Kategorie Rookie of the Year für Five Enough und A Violent Prosecutor.
- 2017: KBS Drama Award in der Kategorie Best Couple Award für My Golden Life (gemeinsam mit Park Si-hoo).[4]
- 2017: KBS Drama Award in der Kategorie Actress in a Serial Drama für My Golden Life.[4]
- 2018: APAN Star Award in der Kategorie Actress in a Serial Drama für My Golden Life.
- 2018: SBS Drama Award in der Kategorie Actress in a Monday-Tuesday Drama für Still 17.
- 2019: KBS Drama Award in der Kategorie Best Couple Award für Angel’s Last Mission: Love (gemeinsam mit Kim Myung-soo).
- 2019: KBS Drama Award in der Kategorie Top Excellence Award, Actress für Angel’s Last Mission: Love.

## Filmografie (Auswahl)
- 2012–2013: School 2013 (Hakkyo 2013; Fernsehserie)
- 2014: Angel Eyes (Enjel Aijeu; Fernsehserie, 20 Folgen)
- 2015: Oh My Ghost (O Na-ui Gwisin-nim; Fernsehserie, 16 Folgen)
- 2015: She Was Pretty (Geunyeoneun Yeppeotta; Fernsehserie, drei Folgen)
- 2016: A Violent Prosecutor (Geomsaoejeon)
- 2016: Five Enough (A-iga daseot; Fernsehserie, 54 Folgen)
- 2016–2017: Legend of the Blue Sea (Pureun Bada-ui Jeonseol; Fernsehserie, 19 Folgen)
- 2017: A Day (Haru)
- 2017/2020: Stranger (Bimileui Sup; Fernsehserie, 17 Folgen)
- 2017–2018: My Golden Life (Hwanggeumbit Nae Insaeng; Fernsehserie, 52 Folgen)
- 2018: Still 17 (Seoreunijiman Yeorilgobimnida; Fernsehserie, 32 Folgen)
- 2018: Hymn of Death (Sa-ui Chanmi; Fernsehserie, sechs Folgen)
- 2019: Angel’s Last Mission: Love (Dan, Hanaui Sarang; 32 Folgen)
- 2020: Innocence (Gyeolbaek)
- 2020: Collectors (Do-gul)
- 2020–2021: Mr. Queen (Cheorinwanghu; Fernsehserie, 20 Folgen)
- 2023: Welcome to Samdal-ri (Cho Sam-dal; Fernsehserie, 16 Folgen)